# Isabel (Leyte)
Pour les articles homonymes, voir Isabel.
Isabel (en cebuano Lungsod sa Isabel ; en tagalog : Bayan ng Isabel) est une municipalité des Philippines, située à l'ouest de la province de Leyte, sur l'île de Leyte, dans la région des Visayas orientales.
Lors du recensement de 2020, sa population s'élève à 46 781 habitants.

## Géographie
Isabel est une municipalité côtière, située à l'ouest de l'île de Leyte ; au sud, elle s'ouvre sur la mer des Camotes.
D'une superficie totale de 64,01 kilomètres carrés, Merida est divisée administrativement en 24 barangays : 
- Anislag
- Antipolo
- Apale
- Bantigue
- Binog
- Bilwang
- Can-andan
- Cangag
- Consolacion
- Honan
- Libertad
- Mahayag
- Marvel
- Matlang
- Monte Alegre
- Puting Bato
- San Francisco
- San Roque
- Santa Cruz Relocation
- Santo Niño
- Santo Rosario
- Tabunok
- Tolingon
- Tubod

## Histoire
La municipalité d'Isabel a été créée en 1947, en détachant huit barrios de la municipalité de Merida : Quiot, Santa Cruz, Libertad, Matlang, Tolingon, Bantigue, Apale et Honan.
À la fin des années 1970, une zone économique et industrielle de 125 hectares, la Leyte Industrial Development Estate (LIDE), est installée à Isabel et connaît un développement important, ; entre 1980 et 1990, la population d'Isabel double.
| 1948  | 1960  | 1970  | 1975  | 1980  | 1990  | 1995  | 2000  | 2007  | 2010  | 201   | 2020  |
| ----- | ----- | ----- | ----- | ----- | ----- | ----- | ----- | ----- | ----- | ----- | ----- |
| 14085 | 14633 | 15974 | 15327 | 15980 | 33389 | 36134 | 38486 | 40124 | 43593 | 46915 | 46781 |